# Parionella decidens
Parionella decidens är en kräftdjursart som beskrevs av Hugo Frederik Nierstrasz och Brender a Brandis1929. Parionella decidens ingår i släktet Parionella och familjen Bopyridae. Inga underarter finns listade i Catalogue of Life.